# Axel Johan Lillie
Axel Johan Lillie, född 19 augusti 1666 i Stockholm, död 6 oktober 1696 i Stettin, var en svensk greve och militär.

## Biografi
Axel Johan Lillie föddes 1666 i Stockholm. Han var son till Axel Lillie och Maria Elisabeth Stenbock. Lillie blev 27 april 1678 student vid Uppsala universitet och blev 25 maj 1688 kapten vid greve Nils Bielkes regemente i Pommern. Han blev 19 november 1688 major vid regementet och 21 september 1692 överstelöjtnant vid Pommerska kavalleriregementet. Lillie avled 1696 i Stettin och begravdes i Kimstads kyrka.

### Egendom
Lillie ägde Löfstad i Kimstads socken,  Häringe i Västerhaninge socken, Harviala i Vånå socken och Hindraböle i Pojo socken.

### Familj
Lillie gifte sig 27 juni 1693 i Stockholm med grevinnan Agneta Wrede (1674–1730), dotter till presidenten Fabian Wrede af Elimä och friherrinnan Brita Cruus af Gudhem. De fick tillsammans en dotter (1694–1694) och Hedvig Catharina Lillie (1695–1745) som var gift med överstemarskalken Magnus Julius De la Gardie.